# Historia de América
La historia de América se refiere al conjunto de sucesos relativos al continente americano, incluidas las Antillas y demás algunas islas próximas, desde que fue poblado por los primeros seres humanos hasta la actualidad.
La historia americana no coincide con los períodos históricos utilizados para la historia de África, Eurasia y Oceanía. Por mucho tiempo se creyó que los seres humanos habían ingresado al continente  por el estrecho de Bering y desde ahí lo habrían poblado en toda su extensión, sin embargo, gracias al importante hallazgo arqueológico realizado en Monte Verde en Chile, y otros como Piedra Museo en Argentina, esta teoría del poblamiento exclusivo a través del estrecho de Bering no sería correcta. Durante varios milenios, los pueblos originarios de América evolucionaron de manera independiente y sin contacto alguno con el resto de las culturas humanas, creando civilizaciones, tecnologías, idiomas y estructuras políticas, económicas, culturales, religiosas y artísticas originales. A partir de 1492 América fue incorporada al resto del mundo como anexo colonial de Europa, que constituyó en el continente sociedades que modificaron radicalmente la composición étnica de la población, en un proceso paralelo a la catástrofe demográfica que eliminó a gran parte de su población originaria. Cuando comenzó el posterior proceso de descolonización y creación de los estados-nacionales americanos actuales, ninguno surgió como continuidad de los pueblos originarios.

## Periodización de la historia de América
Debido a su originalidad, las periodizaciones históricas usadas en Europa no se corresponden con la historia del ser humano en América, razón por la cual la historiografía y la antropología americanas crearon periodizaciones adecuadas a la realidad americana. Este artículo parte de la periodización creada por los arqueólogos Gordon Willey y Philip Phillips, que es la que mayor consenso ha alcanzado en la comunidad científica y divide a la historia de América en los siguientes períodos: 
- Paleoamericano
- Periodo Arcaico
- Periodo Formativo
- Periodo Clásico
- Periodo Posclásico
- Colonización europea. Era Moderna
- Independencia y constitución de las naciones-estado americanas
- Actualidad.

## La prehistoria

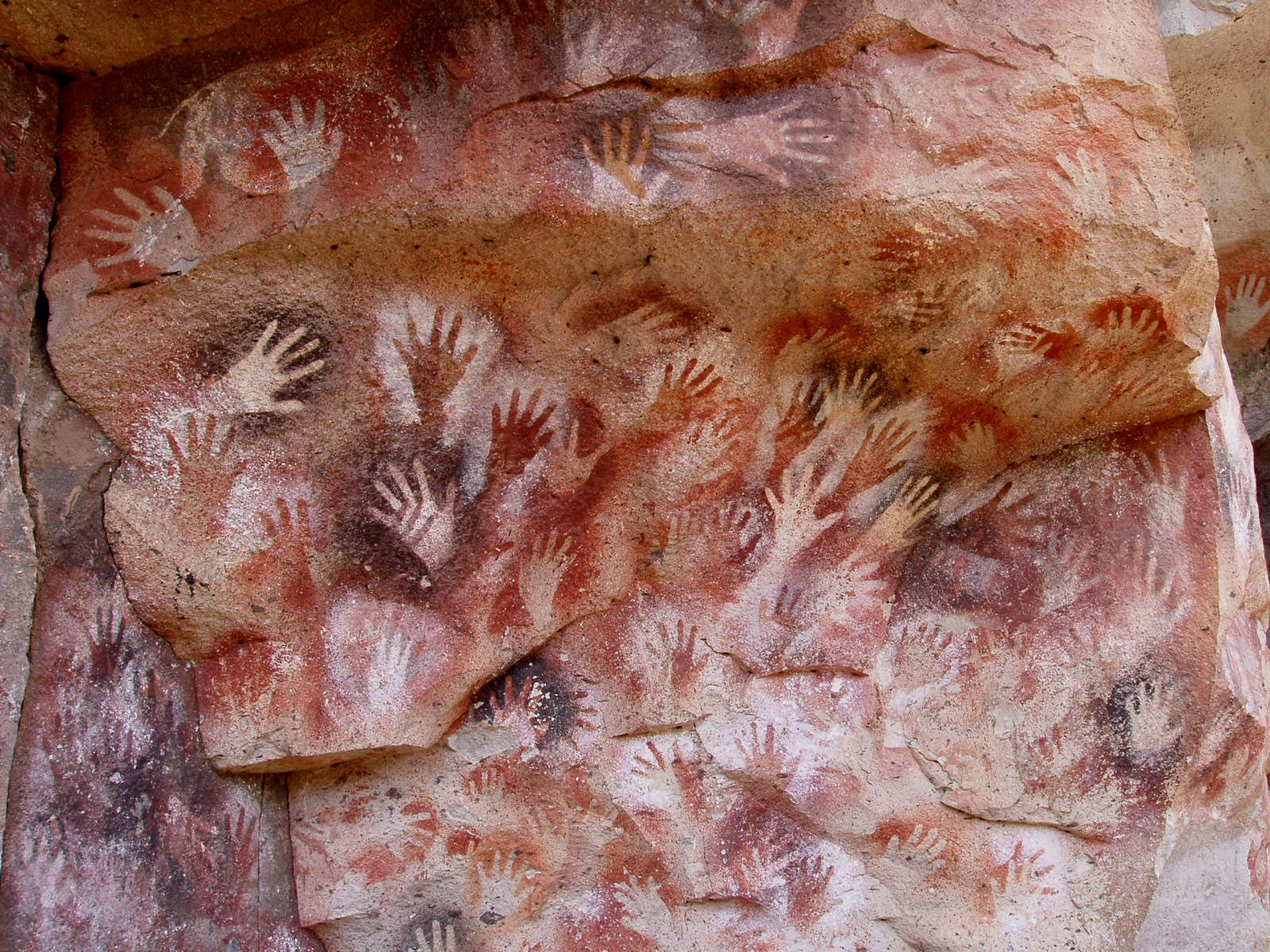
Cueva de las Manos, Río Pinturas, Santa Cruz, Argentina

La cronología superior "corresponde a las Migraciones"
La Prehistoria de América es el periodo que comprende el poblamiento del continente hasta la formación de las grandes civilizaciones americanas. Se trata de un tiempo de sumo interés e investigación dado que el continente americano fue la única porción de tierra en el planeta que tuvo un desarrollo humano aislado hasta su encuentro directo con las culturas de Europa, África y el resto del mundo. Ello no significa que no hubo de una u otra forma una interacción mínima o significativa con el resto, pero los pueblos americanos no participaron de los acontecimientos históricos y logros que unieron a los demás continentes hasta 1492.
La Prehistoria de América es objeto de permanente estudio dadas las muchas preguntas que permanecen sin respuestas contundentes, como las teorías del poblamiento y la historia y el desarrollo de muchos pueblos americanos aborígenes. La fascinación por la América prehistórica y precolombina estimulan no pocas veces la imaginación, los mitos y las suposiciones. Ciertos o no, ellos representan un reto para la ciencia en un continente aún por descubrir. En la Prehistoria americana, la Cultura Clovis (de hace 19.00 años a. C. aproximadamente), es la que más restos arqueológicos deja y la que permite darse una idea de la intensa actividad de los pueblos de cazadores y recolectores que poblaron en el continente.

## Periodo Formativo

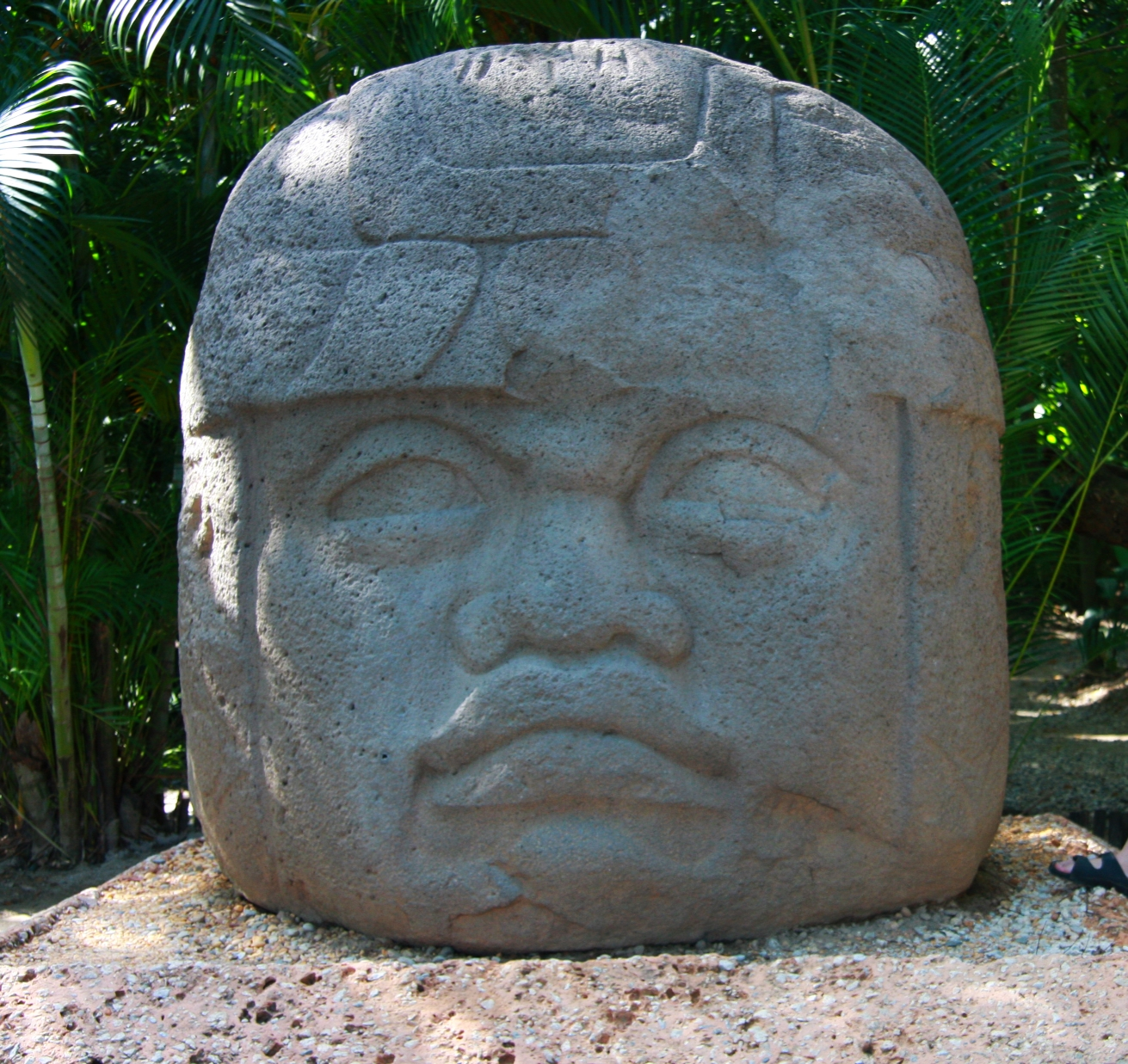
La Cultura Olmeca (1500 a. C.-900), en Mesoamérica fue la primera civilización grande del continente. Cabeza olmeca, La Venta

Durante el periodo arcaico (8000 a. C. - 1500 a. C.), el hombre americano descubrió la agricultura, a la par de otros pueblos en otros continentes. Ello tendría como consecuencia la sedentarización, la creación de sociedades más complejas y la construcción de ciudades. Caral-Supe situada en el actual Perú, corresponde a ese periodo con dataciones del 2627 a. C., es decir, casi a la par con las ciudades mesopotámicas, egipcias, indias y chinas. Ese era el preludio que marcaba el fin de la Prehistoria de América y que daría origen a la Cultura Olmeca hacia el 1500 a. C., la primera gran civilización del continente cuyo esplendor iría hasta el 900 cuando San Lorenzo, su principal centro ceremonial, fue saqueado. La Cultura Olmeca se sitúa entonces en el llamado Periodo Formativo de América (también llamado Periodo Preclásico o Periodo Agrícola) y se desarrolló en Mesoamérica. 5.000 fueron los centros principales de esta primera civilización: San Lorenzo (datado del 1500 a. C.), Tres Zapotes y La Venta (el más grande centro urbano que podía albergar hasta 18 000 habitantes).
En América del Sur los grandes protagonistas serían los pueblos de la Cultura Chavín, que llegaron a dominar extensos territorios y a construir importantes centros urbanos en torno a santuarios dedicados al dios Jaguar. Por su parte, en la actual Colombia florecían las llamadas Cultura San Agustín y Calima. Otras culturas reseñables son las de los Anasazi y sus similares (Arizona), así como los constructores de Montículos de Norteamérica. El desarrollo de estas culturas en el continente fue en general aisladas las unas de las otras, pero la complejidad de sus creaciones denota ya una gran madurez que prepararía el Periodo Clásico.

Jeroglífico maya para el cero. Los mayas desarrollaron una matemáticas muy avanzada. Entre otras cosas inventaron el «cero» alrededor del año 36 a. C. Es el primer uso documentado del cero autónomo como se conoce hoy en día.

## Periodo Clásico
Con el Periodo Clásico se entra en el áuge de las civilizaciones americanas. El surgimiento de la Cultura Maya en 292 y de sus ciudades-estado, especialmente Tikal, Palenque y Copán, marcan el inicio histórico del Clásico, que se cierra con el saqueo de la ciudad olmeca de San Lorenzo y el abandono de los Mayas de la parte central de México y Centroamérica para ubicarse en la Península de Yucatán en 900. Mesoamérica posee entonces dos culturas (Olmecas y Mayas), se desarrolla el comercio, el urbanismo, la administración, la religión, la guerra, la astronomía, la matemática, la escritura y la política. Entre los grandes legados a la humanidad de este período quedan el Calendario maya, el más preciso jamás inventado y la Escritura maya.

## Las grandes civilizaciones

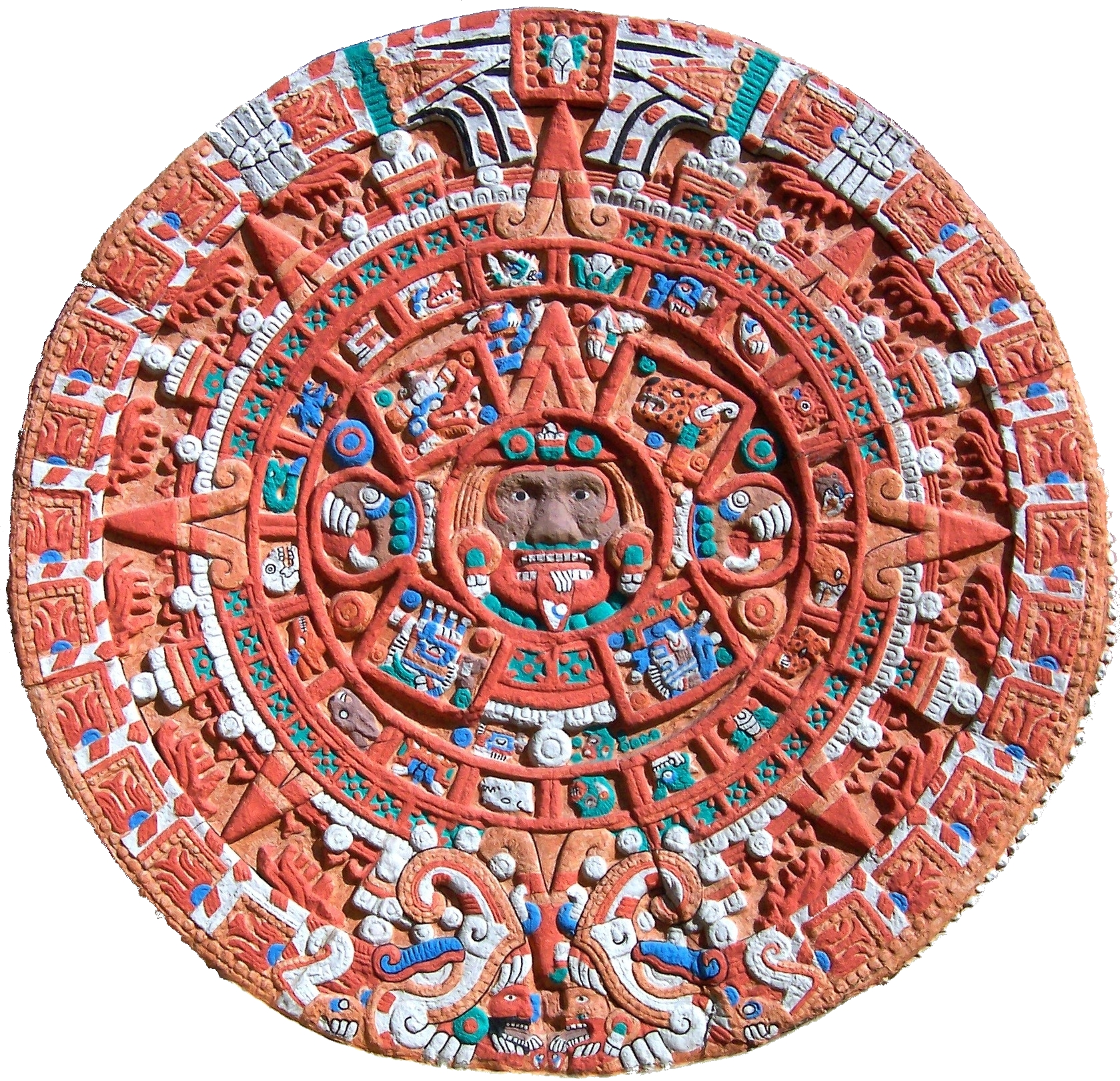
Piedra del Sol

El Periodo Posclásico, Alto Clásico o Precolombino comprende la formación de los pueblos en América tal como fueron encontrados por los españoles en 1492. Para muchos observadores, en realidad la distinción "clásico" - "posclásico" no reviste una gran distinción, y hacerla implicaría decir que las culturas precolombinas del posclásico eran inferiores a las del clásico y no hay pruebas de ello.
Por otra parte, especialmente la actividad cultural en Mesoamérica. Los pueblos americanos desarrollaron culturas autónomas originales hasta el punto de producir dos revoluciones neolíticas separadas, en Mesoamérica y los Andes Sudamericanos que dieron origen a docenas de civilizaciones agrocerámicas, entre ellas se encuentran:
- Oasisamérica
  - Anasazi
  - cultura Mogollón y Hohokam
  - Indios Pueblo
- Mesoamérica
  - Cultura Olmeca
  - Teotihuacán
  - cultura Maya
  - Monte Albán
  - Reino Tolteca
  - Imperio Mexica
- Sudamérica:
  - Cultura Chavín
  - Cultura Moche
  - Cultura Nazca
  - Cultura Wari
  - Cultura chachapoyas
  - Chibcha
  - Quimbaya
  - Reino chimú
  - Imperio Tiwanaku e imperio Wari
  - incaico

Las civilizaciones agroalfareras americanas desarrollaron sistemas originales de organización social basados fundamentalmente en el cultivo de maíz y complejas técnicas de gestión de los ecosistemas, así como la cría de algunos animales domésticos (muy pocos) como es el caso del pavo en América del Norte y el acure o la llama en la Cordillera de los Andes. Los cultivos más importantes en el caso de Mesoamérica fueron el maíz, los frijoles (también llamados caraotas, porotos, etc., en algunos países hispanoamericanos) y la auyama o calabaza. En Sudamérica, el papel predominante del maíz era complementado por el de los tubérculos (papa en las tierras altas de los Andes, batata en las de menor altitud) y raíces, como la yuca. Las civilizaciones andinas desarrollaron también una depurada tecnología textil de que permitía tejidos de hasta 500 hilos por pulgada estructurados en capas sucesivas. Otros cultivos desarrollados por las civilizaciones americanas fueron el algodón, el tomate, el chocolate, la vainilla, el pimiento, etc.
Las culturas agroalfareras de América del Norte también se organizaron en torno al maíz y a la gestión ecológica de las praderas. Los pueblos cazadores se organizaron en torno a la caza del bisonte (impropiamente llamados búfalos) o de la pesca y la caza de mamíferos marinos, en el caso de los esquimales e indígenas del extremo norte del continente. Elementos comunes de las culturas precolombinas que alcanzaron un alto grado de desarrollo fueron la edificación de templos y sitios religiosos monumentales, con avanzados sistemas antisísmicos, siendo claro ejemplo las zonas arqueológicas de Cuzco, Machu Picchu, Teotihuacán, Templo Mayor en la Ciudad de México, Nazca, Palenque, Tulum y Tikal entre otros. La ciencia precolombina alcanzó sus puntos más altos con el descubrimiento del cero por la civilización maya, y los calendarios. Contaron con avanzados sistemas de escritura en Mesoamérica y un misterioso sistema de registros (quipus) en los Andes Sudamericanos, así como una refinada metalurgia. Prácticamente todas las culturas americanas contaban con complejos conocimientos y prácticas de gestión ambiental.

### Imperio incaico

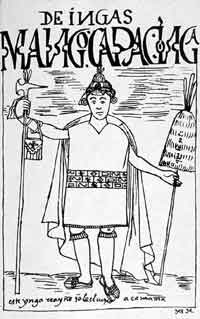
El primer inca: Manco Cápac.

El Imperio incaico fue el de mayor extensión en la América precolombina. Surgió a fines del siglo XII; y llegó a abarcar desde el actual Ecuador y el sur de Colombia, pasando por los Andes y el altiplano de Perú y Bolivia, hasta Chile y el norte de Argentina. Dichos territorios fueron cuna de diversas culturas preincaicas que fueron conquistadas y anexadas al territorio imperial. Para una mejor organización política el Imperio Inca también llamado Tahuantinsuyo (que proviene de la frase quechua Tawantin Suyu "las cuatro regiones -en su conjunto-"), estuvo conformado por cuatro suyukuna (del quechua: suyu ‘territorio, región, provincia, comarca, estado’) o regiones:
- Chinchaysuyo (Chinchaysuyu), ubicado al septentrión;
- Collasuyo (Qullasuyu), situado al mediodía;
- Antisuyo (Antisuyu), emplazado al levante; y
- Contisuyo (Kuntisuyu), asentado al poniente.

La capital del imperio era la ciudad del Cuzco, el ombligo del mundo. Luego de una época de expansión y gran apogeo, el imperio entró en una crisis sucesoria y consecuentemente en una gran decadencia, que culminó con su desaparición gradual producto de la conquista española a principios del siglo XVI. El territorio imperial fue anexado a lo que sería el virreinato del Perú. Por datos arqueológicos y antropológicos se ha ido estudiando el verdadero proceso de la ocupación del Cuzco. El consenso apunta a que, debido al colapso del reino de Taypiqala se produjo la migración de su pueblo. Este grupo de cerca de 500 hombres se habría establecido paulatinamente en el valle del río Huatanay, proceso que culminaría con la fundación del Cuzco. Posteriormente, los reyes cusqueños fueron pactando alianzas y conquistando otros reinos. Hacia fines del siglo XV, gobernaban sobre las zonas altas y medias del valle del Vilcanota y vivían en constante fricción con los Estados colindantes.
Manco Cápac fundó el Imperio incaico, aproximadamente el año 1200 d. C. y fue su primer gobernante. Durante el gobierno de Pachacútec se produjo el mayor crecimiento del imperio. Inauguró el periodo imperial, porque los incas se convirtieron en emperadores al anexionar numerosos reinos. Pachacútec mejoró la organización del estado, dividiendo el imperio en cuatro regiones o suyus. Por el norte, sometió a los huancas y tarmas, hasta llegar a la zona de los cajamarcas y cañaris (Ecuador). Por el sur sometió a los collas y lupacas, que ocupaban la meseta del altiplano. Organizó a los chasquis e instituyó la obligatoriedad de los tributos. Se le considera el último gran emperador del incario. Huayna Cápac, considerado el último monarca, continuó la política de su padre, Túpac Inca Yupanqui, en cuanto a la organización y fortalecimiento del estado. Para conservar los territorios conquistados tuvo que sofocar en forma sangrienta continuas sublevaciones. Derrotó a los chachapoyas y anexionó la región del golfo de Guayaquil, llegando hasta el río Ancasmayo (Colombia). Estando en Quito, enfermó gravemente y falleció en 1525. Con su muerte se inició la decadencia del imperio. Antes de morir, designó a su hijo Ninan Cuyuch como su sucesor. Pero el príncipe murió repentinamente y en su lugar fue coronado su hermano Huáscar (1525). Este debió enfrentar a su medio hermano Atahualpa, quien también se consideraba legítimo heredero del trono.
Muy pronto importantes regiones del imperio fueron sacudidas por sangrientas batallas entre tropas cusqueñas y quiteñas, que terminaron con la victoria final de los últimos. Huáscar fue tomado prisionero y muerto posteriormente por orden de Atahualpa. Este último era hijo de Huayna Cápac con una princesa de Quito. Tras la muerte de su padre, se rebeló contra Huáscar, apoyado por la nobleza quiteña. Sus tropas, dirigidas por Calcuchímac y Quizquiz, derrotaron al ejército cusqueño en la batalla de Cotabamba (Apurímac) y entraron triunfantes al Cuzco. Enterado de la victoria, Atahualpa marchó a Cajamarca para ser coronado inca. En el trayecto era aclamado por los pueblos del norte. Sin embargo, al llegar a Cajamarca, fue tomado prisionero por los españoles. Era el año 1532. Este hecho marcó el fin del Imperio Incaico. En contra de lo pensado, Atahualpa (que gobernó de facto entre 1532 - 1533), no forma parte de la capaccuna al nunca ceñir la mascapaicha. Por lo tanto es impropio llamarle Sapa Inca, como algunas veces se le titula.

### Imperio Mexica

El actual escudo oficial de México ilustra la leyenda del águila y la serpiente

Los Mexicas constituyeron un pueblo dominante en el área norte de Mesoamérica durante el periodo posclásico tardío (1320-1521). En 1325 fundaron su ciudad, Tenochtitlan, actual Ciudad de México. Ya sentados en su ciudad los mexicas estuvieron por varias décadas bajo el dominio del poderoso señorío de Azcapotzalco, al que sirvieron como soldados a sueldo. Hacia 1430, los mexicas habían asimilado la cultura de los pueblos avanzados del valle y se habían convertido en un eficiente poder militar. Atacaron y derrotaron entonces a Azcapotzalco y se transformaron en uno de los señoríos más fuertes de la región. Iniciaron así una hazaña guerrera, que en solo 70 años les haría dueños del mayor imperio que había existido en Mesoamérica.
El imperio sería forjado principalmente por Tlacaélel, quien convenció a los mexicas de atacar al señor de Azcapotzalco en lugar de rendirse. Tlacaelel además reformó la historia y la religión mexica. Ordenó la quema de los libros mexicas y reescribió su historia. Elevó al Huitzilopochtli, semidiós mexica, al nivel de los antiguos dioses nahuas, (Quetzalcóatl, Tláloc y Tezcatlipoca). Identificó a Huitzilopochtli con el sol y creó la necesidad de sacrificios humanos constantes, también creó las guerras floridas para poder tener una fuerza militar eficiente incluso en tiempos de paz. Les dio a los mexicas una conciencia histórica y la responsabilidad de mantener la existencia del universo a través de los sacrificios humanos, la mayoría de los sacrificados eran los esclavos que se capturaban durante las guerras. Esa visión místico-guerrera se contraponía a la antigua visión tolteca de Quetzalcóatl que tenían los demás pueblos nahuas.
En la poesía náhuatl se puede apreciar el conflicto entre esas dos visiones del mundo. Tlacaélel rehusó convertirse en tlatoani (rey), pero fue el poder detrás del trono a lo largo de tres reinados. Los mexicas formaron una alianza con los señoríos de Texcoco y Tlacopan creando así lo que se conoció como la Triple Alianza. Bajo el mando de notables jefes militares, como Moctezuma I lhuicamina y Ahuízotl, los mexicas conquistaron el centro de México, Veracruz, la costa de Guerrero, parte de Oaxaca y dominaron el territorio de Soconusco, en los límites con Guatemala. Solo unos cuantos pueblos lograron resistir el empuje mexica: los purépechas (también conocidos como purhépechas), los tlaxcaltecas y algunos señoríos mixtecos.

## Colonización por Europa

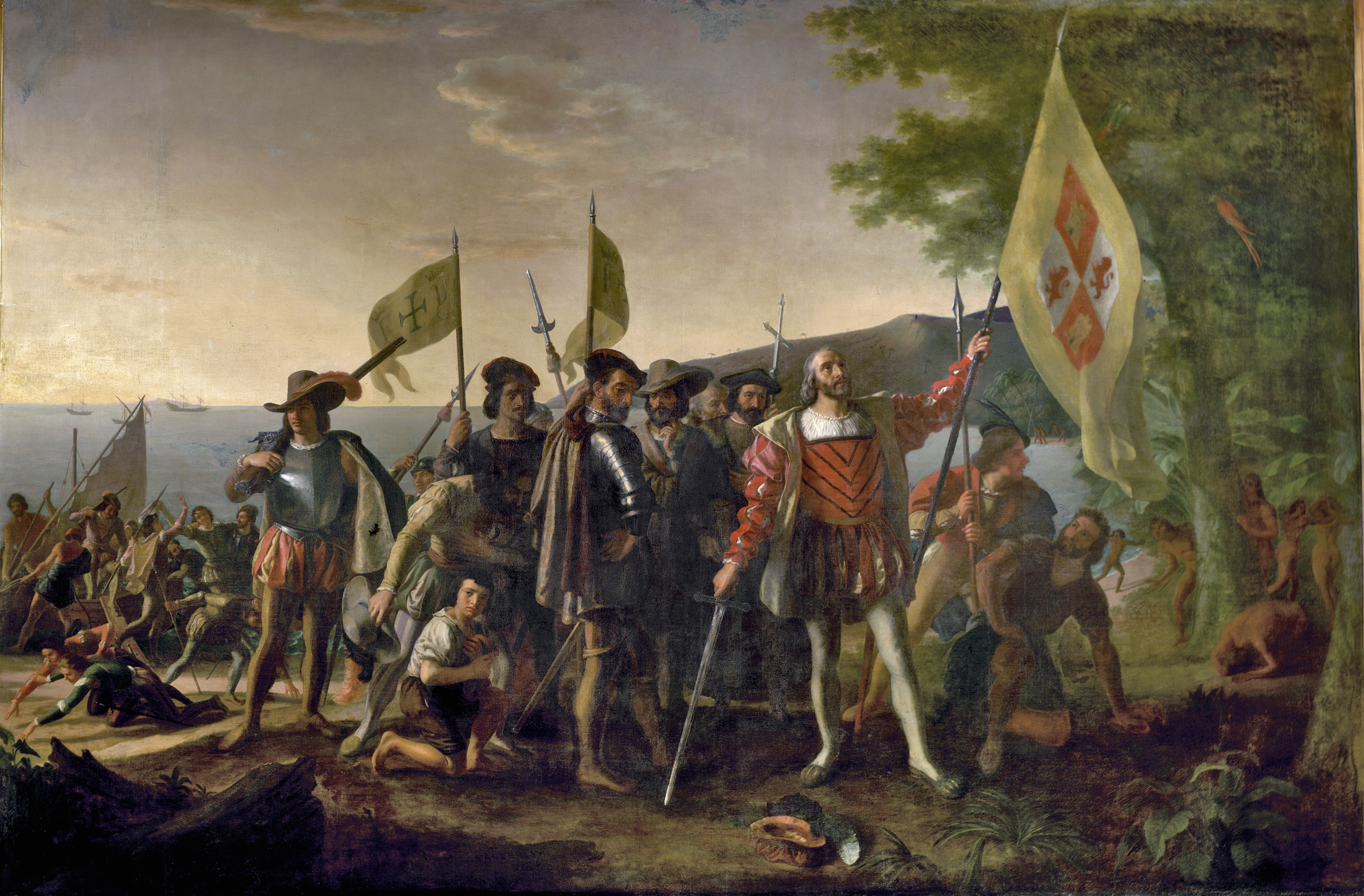
Cristóbal Colón llegando a América. La llegada de los europeos marcará una nueva etapa en el continente.

Los vikingos fueron los primeros europeos en llegar a América, al que llamaron Vinland, estableciendo al menos un poblado en la isla de Terranova (Canadá), en L'Anse aux Meadows. Hay teorías sobre otros "descubrimientos" anteriores y posteriores al de la costa este (o de la oeste por los chinos), pero ninguno de estos ha sido probado con evidencia firme.

### El colapso demográfico
La llegada de los europeos causó la entrada a América de una serie de peligrosas enfermedades (viruela, tifus, fiebre amarilla, etc.) para las que los pueblos originarios no tenían defensas biológicas adecuadas.  
La mayoría de enfermedades del Viejo Mundo de origen conocido, provienen de África o Asia: la viruela se originó en África o Asia,la peste en Asia,el cólera en Asia, la gripe en Asia,la malaria en África y Asia,el sarampión viene de la peste bovina en Asia,la tuberculosis en Asia,la fiebre amarilla en África,la lepra en Asia, la fiebre tifoidea en África,la sífilis en América y África, el herpes en África,el zika en África. Las enfermedades afroasiáticas ya habían sido introducidas a Europa, por lo que los europeos sí tenían defensas para estas desde los primeros contactos entre el Nuevo Mundo y el Viejo Mundo.

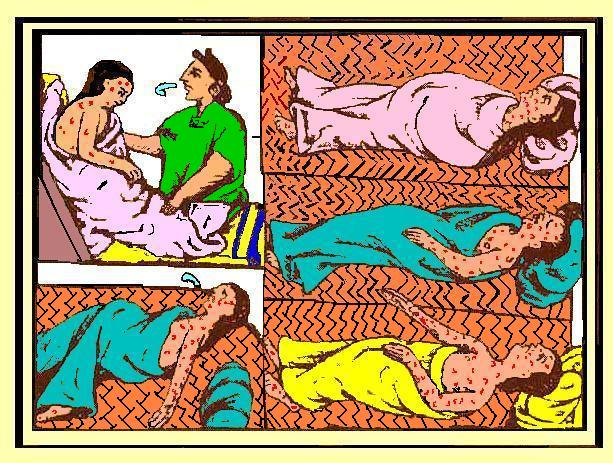
"Epidemia de viruela, Códice Florentino".

El investigador estadounidense H. F. Dobyns ha calculado que un 95% de la población total de América murió en los primeros 130 años después de la llegada de Colón. Por su parte, Cook y Borak, de la Universidad de Berkeley, establecieron luego de décadas de investigación, que la población en México disminuyó de 18,2 millones en 1518 a 700 000 personas en 1623, menos del 3% de la población original. En 1492 España y Portugal juntas no superaban los 10 millones de personas.
No cabe duda alguna que el colapso demográfico de la población original de América fue la causa esencial de la derrota militar de muchas de las civilizaciones conquistadas por los europeos, como México y 

Muy probablemente se trata del mayor desastre demográfico de la historia: la despoblación del Nuevo Mundo, con todo su terror, con toda su muerte.

El historiador estadounidense Charles Mann dice que Cortés: 

...no habría vencido al Imperio (Azteca) si, mientras Cortés construía las embarcaciones, Tenochtitlán no hubiera sido arrasada por la viruela en la misma pandemia que posteriormente asoló el Tahuantinsuyu... La gran ciudad perdió al menos la tercera parte de población a raíz de la epidemia, incluido Cuitláhuac.

Algo similar sucedió con el Imperio incaico, derrotado por las huestes de Francisco Pizarro en 1531. La primera epidemia de viruela fue en 1529 y mató entre otros al Emperador Huayna Cápac, padre de Atahualpa. Nuevas epidemias de viruela se declararon en 1533, 1535, 1558 y 1565, así como de tifus en 1546, gripe en 1558, difteria en 1614 y sarampión en 1618. Dobyns estimó que el 90% de la población del Imperio Inca murió en esas epidemias.

### La conquista y colonización europea

Soberanía territorial en Norteamérica por estados-nación no nativos desde 1750 a 2008.

Soberanía territorial en Centroamérica y el Caribe 1700-presente.

En 1492 Cristóbal Colón realizó el primer viaje documentado de Europa a América lo que condujo a la colonización extensa europea del continente.
Cada una de las potencias europeas que conquistaron y colonizaron el continente que recién habían descubierto, utilizaron diferentes mecanismos de dominación de los habitantes de América. En general los historiadores españoles sostienen que la colonización británica fue bárbara y genocida, mientras que los historiadores británicos sostienen que la colonización española explotó el trabajo indígena hasta su exterminio para reemplazarlo luego con esclavos secuestrados en África. Estas visiones son conocidas respectivamente como la leyenda rosa y la leyenda negra de la colonización de América por Europa.

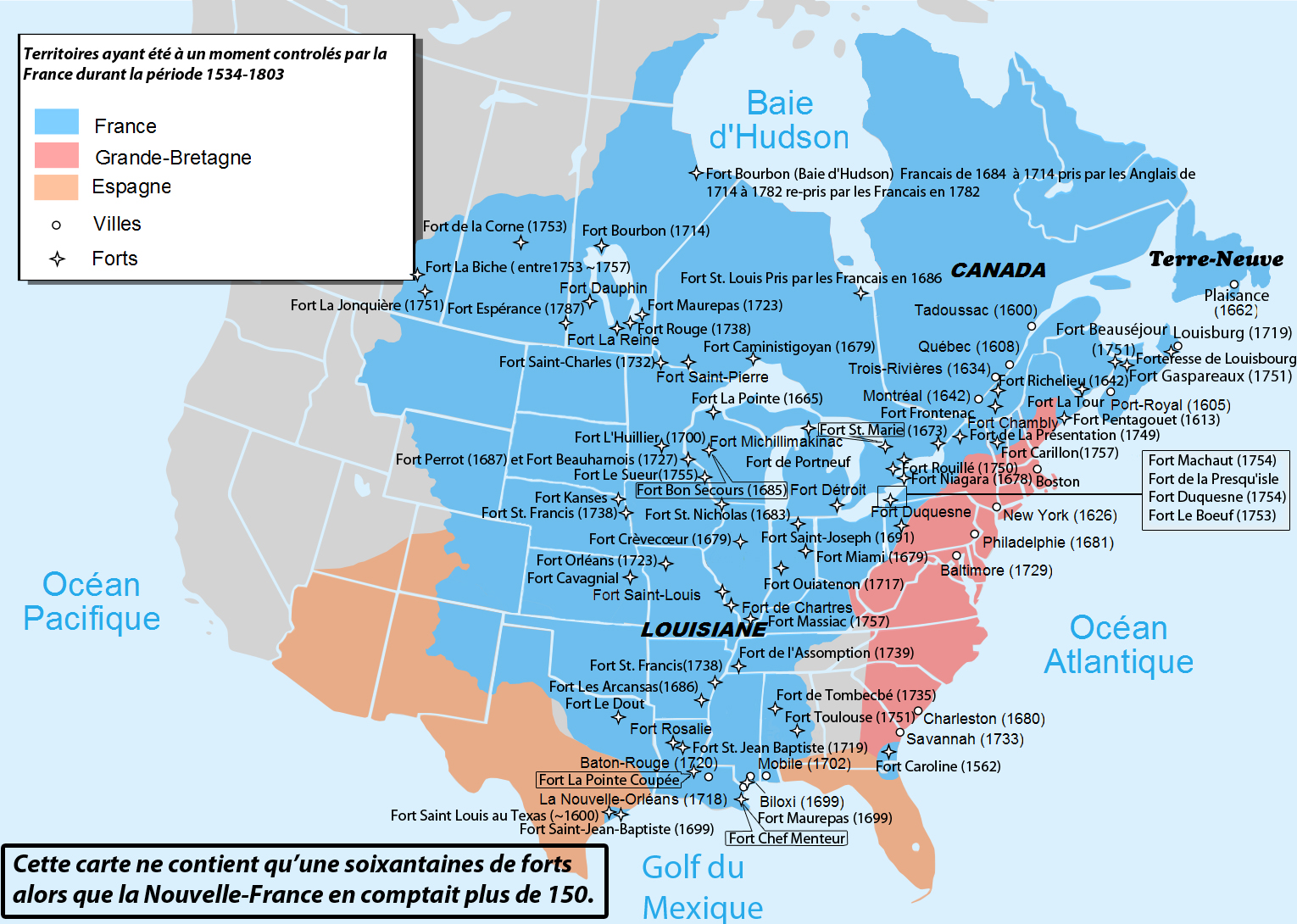
Localización de Nueva Francia en América del Norte.

El resultado general fue una enorme mortandad de indígenas que se ha llegado a estimar en el 95% (Dobyns,1983).
Para responder a la masiva mortandad de indoamericanos, a partir del siglo XVII los portugueses, anglo-sajones, franceses y holandeses secuestraron alrededor de 60 millones de africanos, de los cuales unos 12 millones llegaron vivos a América donde fueron reducidos a la esclavitud.
Se realizó un gran flujo de mercancías y herramientas entre ambos continentes, también intercambios culturales y costumbres. En uno y otro continente se introdujeron nuevas especies de alimentos, plantas y animales. De manera negativa también, se introdujeron nuevos tipos de enfermedades que particularmente diezmaron algunas comunidades indígenas.

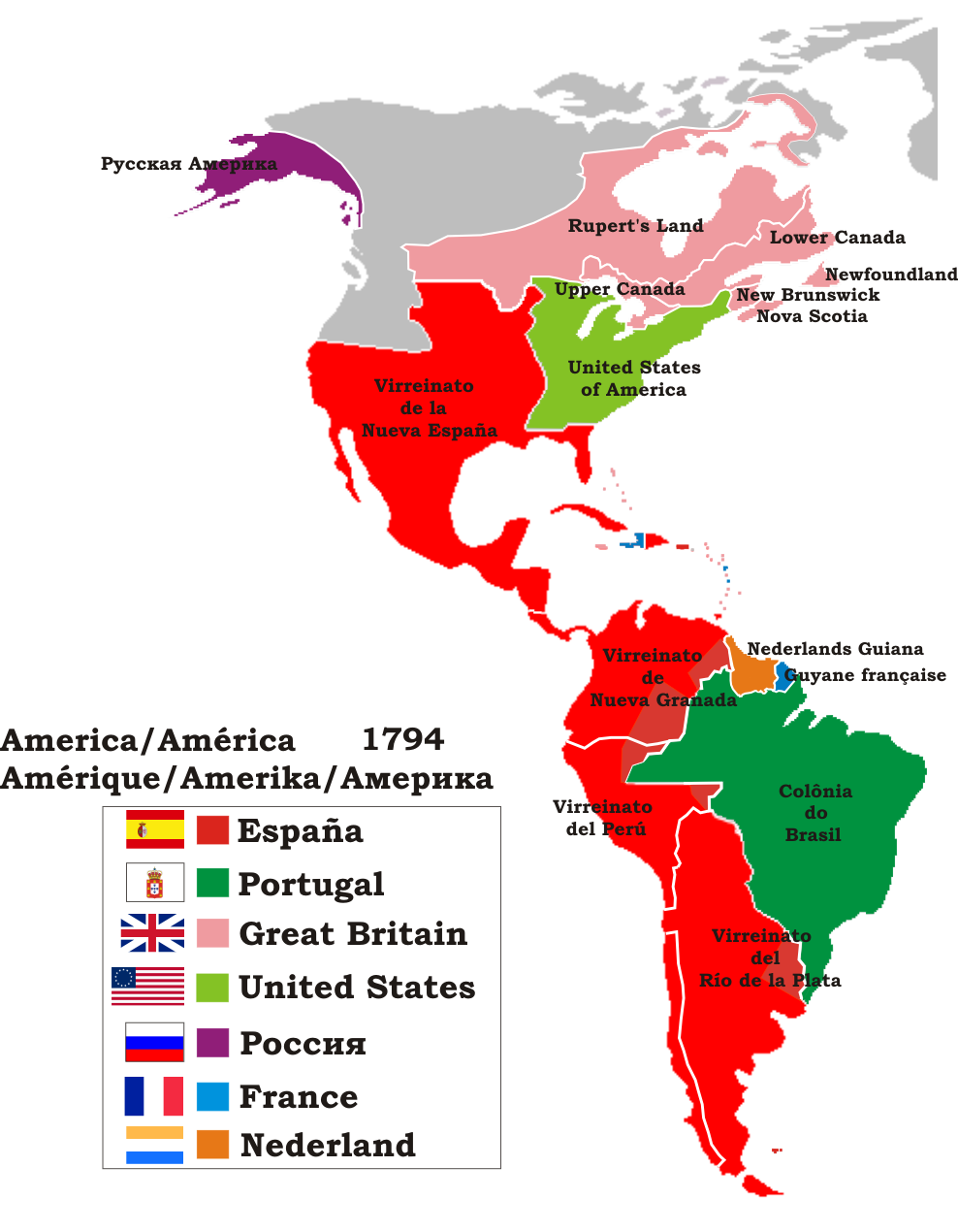
Mapa político de América, en 1794

### La América no conquistada por Europa
Hay que señalar también que la conquista europea fue rechazada en la mayor parte del continente. Varios pueblos originarios resistieron exitosamente las invasiones europeas sobre vastos territorios, y mantuvieron el dominio sobre ellos hasta finales del siglo XIX: la Patagonia, la Araucanía, la llanura pampeana, el Mato Grosso, la Región Amazónica, la región del Darién, y las grandes praderas del oeste norteamericano, permanecieron bajo el dominio de naciones como los Mapuche, Het, Ranquel, Wichí, Qom, Amazónicas, Algonquina, Hopi, Comanche, etc.

### Las repúblicas libres afroamericanas
También se crearon en América del Sur algunas repúblicas de afroamericanos que lograron huir de la esclavitud a la que habían sido reducidos por los portugueses, como el Quilombo de los Palmarés o el Quilombo de Macaco o los cimarrones en Colombia como el Palenque.

## La Independencia

La Revolución Hispanoamericana
La reacción realista
bajo control independentista
bajo control independentista
España durante la invasión francesa
España durante la revolución liberal

El control directo de Europa comenzó a decaer el 4 de julio de 1776 con la declaración de Independencia de los Estados Unidos ante la Corona británica, aunque siempre hubo insurrecciones e inconformidad por parte de los nativos, dicho acontecimiento sería un aliciente más para la emancipación de las restantes colonias del continente.
El proceso de independencia en América Latina empezó a principios del siglo XIX, si bien a mediados del siglo XVIII comenzaron las primeras revoluciones "Comuneras" contra el poder español. Entre ellas destacan los Comuneros del Paraguay, 1735 y la Insurrección de los comuneros en el Virreinato de la Nueva Granada. El nombre de "comuneros" se debe al lema de José de Antequera y Castro: "La voluntad del común es superior a la del propio rey". Si bien los comuneros fueron derrotados originalmente (por ejemplo los del Paraguay en la Batalla de Tavapy) poco a poco los diferentes países bajo dominio español obtuvieron su independencia.
El 25 de mayo de 1809 con la Revolución de Chuquisaca se inició la Guerra de Independencia Hispanoamericana que finalizaría en 1824 con la Batalla de Ayacucho. Al finalizar la misma, España había perdido prácticamente todas sus colonias en América, con excepción de las islas de Cuba y Puerto Rico.
Los territorios independizados darían origen luego de complejos procesos a 15 nuevas naciones independientes. Paraguay, Bolivia, Colombia, Costa Rica, Chile, Ecuador, El Salvador, Guatemala, Honduras, México, Nicaragua, Argentina, Perú, Uruguay y Venezuela. En 1844 y 1898 el proceso se completaría con la independencia de República Dominicana y Cuba, respectivamente.
En los primeros años después de la independencia se registran varios intentos de conformar grandes estados nacionales en Hispanoamérica. En 1819 se conformó un gran estado independiente sudamericano, denominado Gran Colombia, y que abarcó los territorios de los actuales Panamá, Colombia, Venezuela y Ecuador. La República se disolvió en 1830. En 1816 se conformaron las Provincias Unidas del Río de la Plata como gran estado sudamericano, incluyendo una gran parte del Alto Perú que luego integró Bolivia, y la Banda Oriental que luego se independizó como República Oriental del Uruguay. Entre 1837 se formó la Confederación Perú-Boliviana que se disolvió dos años después. En 1823 se formaron las Provincias Unidas del Centro de América que se disolvieron en 1839 para formar Costa Rica, Nicaragua, El Salvador, Honduras y Guatemala.
Un estado que logró la independencia de manera pacífica en este periodo fue el Brasil. A raíz de las guerras napoleónicas, la capital fue trasladada de Lisboa a Río de Janeiro implicándose con ello la asignación de la categoría de reino a Brasil, un reino dentro del Reino Unido de Portugal, Brasil y Algarve (1807 – 1821). Al disolverse pacíficamente tal reino surgió el Imperio de Brasil. La independencia fue proclamada el 7 de septiembre de 1822 por el hijo del rey de Portugal, Pedro I, que estableció una monarquía constitucional, de economía basada en el trabajo esclavista. Durante el siglo la mano de obra esclava fue gradualmente sustituida por inmigrantes europeos, sobre todo alemanes e italianos. Otro país que logró la independencia de manera pacífica fue el Paraguay.
Los grandes protagonistas de este periodo en América fueron George Washington, Simón Bolívar, José de San Martín, Miguel Hidalgo y Costilla, Agustín de Iturbide y otros que son considerados los padres de las patrias americanas contemporáneas por sus luchas contra el dominio colonial. La mayor parte de los países caribeños y Canadá se independizaron durante el siglo XX.

## América independiente
En 1868 la flota de España atacó las costas de Chile y Perú en razón de un conflicto colonial. También restableció brevemente su dominación en Santo Domingo, entre 1861 y 1865, y mantuvo control sobre Puerto Rico y Cuba hasta 1898. En 1888-1889 Brasil abolió la esclavitud y luego la monarquía para establecerse como república.
Los diferendos limítrofes provocaron guerras constantes entre las nuevas repúblicas de América a lo largo de las décadas posteriores. Las más destacadas fueron la guerra del Pacífico (1879-1884, Chile contra Bolivia-Perú) y la guerra de la Triple Alianza (1865-1870, Argentina-Brasil-Uruguay contra Paraguay). Esta última terminó con una derrota total de Paraguay, que conllevó incluso un desastre demográfico: la población del país, aproximadamente 525.000 personas antes de la guerra, fue reducida a unos 221.000 en 1871, de los que solamente unos 28.000 eran hombres. La consolidación de las nuevas repúblicas no fue pacífica en cambio. No solo las luchas limítrofes, sino guerras civiles sacudieron los cimientos de los nuevos estados. El expansionismo de países como Estados Unidos que cercenó el territorio de México; Brasil que impuso su soberanía en los territorios amazónicos aún a costa de correr las fronteras de sus vecinos, los conflictos territoriales entre Perú, Bolivia y Chile; la creación del Uruguay, la desintegración de la Gran Colombia que crearía tres nuevos estados: Colombia, Venezuela y Ecuador, son la prueba de una época convulsa causada por la desaparición de las colonias. Esta época de grandes cambios para el continente que trajo el siglo XIX entre independencia y consolidación terminaría todavía con la construcción del canal de Panamá, un canal interoceánico que partió el continente en dos, a costa de cercenar el territorio colombiano y crear un nuevo estado, Panamá (1903), bajo la creciente influencia de una nueva potencia: Estados Unidos.

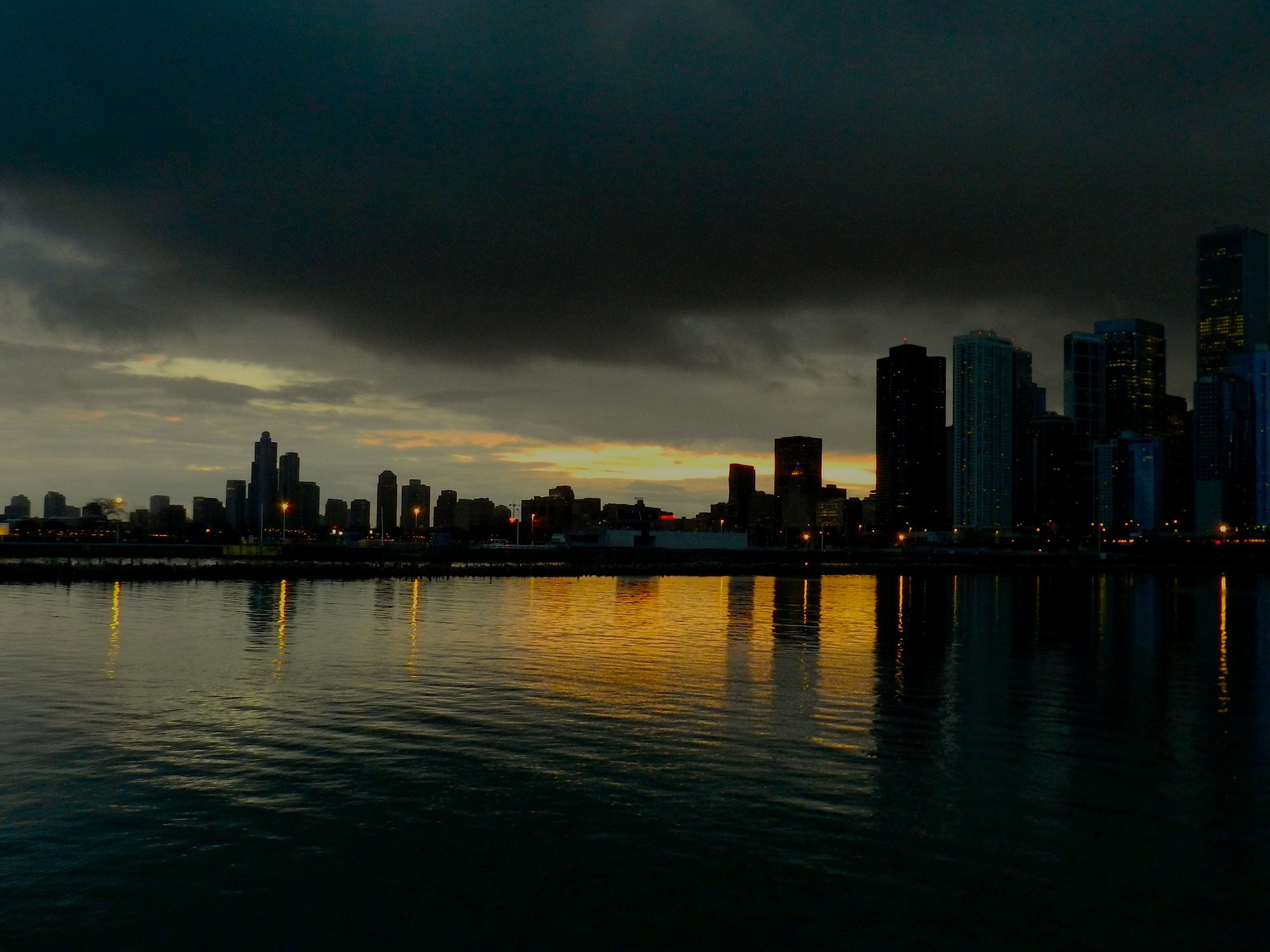
Chicago, Illinois, Estados Unidos. Vista de la ciudad durante un atardecer. - panoramio

## SigloXX
El siglo XX en América representó una época de grandes cambios e interacciones. El continente que había estado aislado del resto del planeta por siglos, era ahora uno de los más célebres, de los más visitados, de los más mencionados. Seguía siendo el "Nuevo Mundo" y el territorio de las oportunidades. Los Estados Unidos especialmente tendría un papel central en el desarrollo de la ciencia y la tecnología: el cine de Hollywood conquistaría el mundo, el jazz, Elvis Presley, el rey del Rock'N Roll, los inventos, Broadway, los monopolios, los viajes espaciales y otros tantos factores. El cine mexicano, argentino y brasileño serían la contraparte, Carlos Gardel, el rey del tango, el boom de la literatura hispanoamericana con autores a la altura de los grandes clásicos universales como Gabriela Mistral, Pablo Neruda, Jorge Luis Borges, Gabriel García Márquez, Mario Vargas Llosa y otros, artistas de renombre mayor como Fernando Botero, Diego Rivera, Frida Kahlo, Reverón, Torres García, y centenares de nombres en la pintura, la escultura, las artes escénicas, el cine. El continente de las razas y de las culturas, harían que el siglo XX se hiciera de una u otra forma, americano.

### Hacia el norte rico y el sur pobre
El siglo XX se caracterizó por dos fenómenos contradictorios, por un lado Estados Unidos y Canadá establecieron libres democracias estables firmemente, mientras que el resto del continente sufrió en muchos de sus países diversos tipos de dictaduras y hombres temibles de todo tipo. Si bien debe señalarse que las elecciones en Estados Unidos entre finales del siglo XIX y XX eran altamente fraudulentas, y en México el sistema demográfico desembocó en un régimen autoritario sin alternancia democrática en la presidencia. Algunas fuentes[cita requerida] explican que no es casual esta división, y que esta inestabilidad política es consecuencia de un proceso económico y político de injerencia estadounidense aliada a las clases dirigentes de cada país latinoamericano. A finales del siglo que la mayor parte del continente logró hacerse de gobernantes elegidos democráticamente, aunque no en todas las circunstancias se han establecido instituciones duraderas. El desarrollo económico de los Estados Unidos haría de ese país ya desde principios de siglo la meca de la inmigración, sobre todo desde Europa y Asia, junto a los países rioplatenses de Argentina y Uruguay.
En menor medida el resto de los países americanos no fueron ajenos a esa nueva oleada de pueblos que colonizaban a su forma el Nuevo Mundo. El desarrollo industrial del norte del continente que haría de Estados Unidos una potencia mundial, crearía una desface de frente a un sur empobrecido. La emigración de latinoamericanos hacia este país aumentaría con el paso de las décadas hasta convertirlos como la segunda "minoría" en su territorio. El canal de Panamá, inaugurado en 1914, con su ubicación en el punto más angosto entre el mar Caribe y el océano Pacífico, tuvo un efecto de amplias proyecciones al acortar la distancia y tiempos de comunicación marítima, produciendo adelantos económicos y comerciales que beneficiarían especialmente a Estados Unidos. El liberalismo económico se abriría cancha en Latinoamérica especialmente después de la crisis económica de 1929, pero en numerosos países serían las clases altas y dirigentes los beneficiarios ante una campesinado pobre y marginal. Los recursos naturales latinoamericanos estarían en manos de las multinacionales estadounidenses, pero también europeas. La Matanza de la Escuela Santa María de Iquique en 1907 en Chile y la "Masacre de las Bananeras", protagonizada por la United Fruit Company en 1928 en Colombia, son dos de los muchos ejemplos de cómo fueron las políticas del desarrollo económico en Latinoamérica. La guerra del Chaco (1932 - 1935) entre Bolivia y Paraguay por el control del río Paraguay, terminó con la victoria paraguaya y dejó a ambos como los más pobres de este subcontinente hacia finales del siglo XX.
El 9 de abril de 1948 fue asesinado el caudillo popular Jorge Eliécer Gaitán en Bogotá, lo que desbocaría a Colombia en un conflicto político por el resto del siglo. El 22 de noviembre de 1963 otros magnicidios atentarían contra las intenciones de cambiar una realidad política desfasada en el continente, la falta de derechos de los afroamericanos en Estados Unidos: es asesinado el presidente estadounidense John Fitzgerald Kennedy y el líder político Martin Luther King. Hacia finales del siglo, América contaba con varios de los países más pobres del mundo como Haití, Bolivia y El Salvador, entre otros o países en donde convivía el primer con el tercer mundo como Brasil, Argentina, Colombia y México, toda esta realidad en el mismo continente del país más rico del mundo. La idea de ver a "Latinoamérica como el patio trasero de los Estados Unidos" según el presidente estadounidense Ronald Reagan se convirtió en el resumen de lo que fue la historia del continente durante el siglo XX y el cumplimiento de la profecía del Libertador Simón Bolívar:

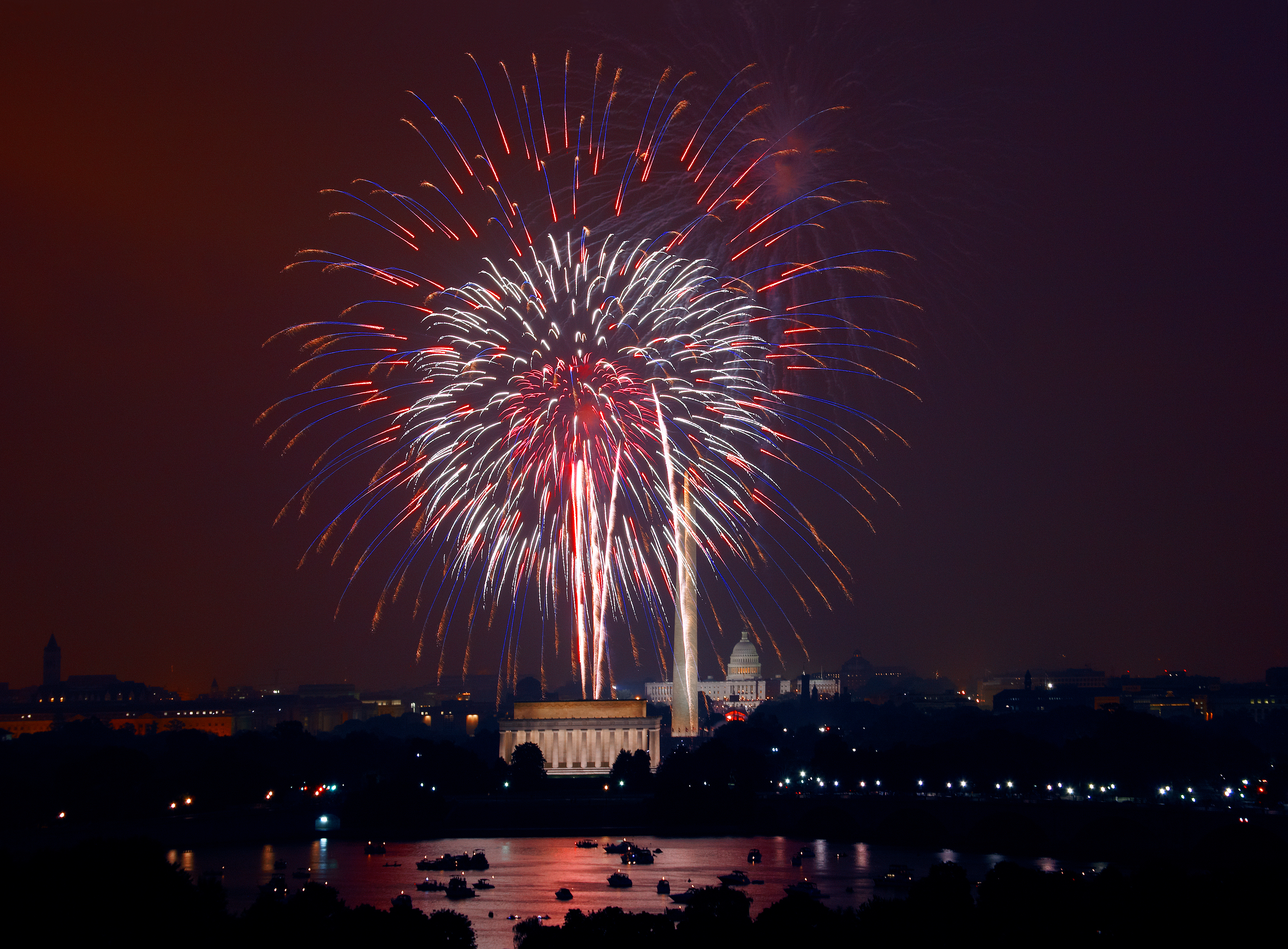
Fuegos artificiales del 4 de julio, Washington D. C. (LOC).

"Los Estados Unidos parecen destinados por la providencia para plagar la América de miseria a nombre de la Libertad".
Pensamientos bolivarianos

### América durante las guerras mundiales
Durante la Primera y Segunda Guerra Mundial, el continente se mantuvo a salvo de la ola destructiva que arrasó Europa, Asia y África y se volvió una vez más receptor natural de cientos de refugiados. Con el fin del conflicto, el 30 de abril de 1948, se funda la Organización de los Estados Americanos. El 25 de abril de 1945 se celebró la primera conferencia en San Francisco de la Organización de las Naciones Unidas para garantizar la paz del mundo, la cual tendría como sede definitiva a la ciudad de Nueva York. La Organización de los Estados Americanos se fundaría el 30 de abril de 1948 en Bogotá como culmen de un largo ideal comenzado en 1890 con la Primera Conferencia Internacional Americana, efectuada en la ciudad de Washington D. C., que se convertiría en 1910 en la Unión Panamericana. La Carta de la OEA confirmó el respaldo a metas comunes y respeto a la soberanía de cada uno de los países del continente.
El comandante Neil Armstrong fue el primer ser humano que pisó la superficie de la luna el 20 de julio de 1969 al Sur de Mar de la Tranquilidad, (Mare Tranquilitatis). Armstrong, nacido en Ohio en 1930, viajó con otros dos compañeros en la misión Apolo 11.
Pero la llamada guerra fría tendría consecuencias nefastas en suelo americano. En el primer lustro de los años 1960 el régimen implantado en Cuba por Fidel Castro y el Che Guevara, entre otros, orientó la política de su país hacia la Unión de Repúblicas Socialistas Soviéticas (URSS), de la cual pasó a ser un incondicional aliado en detrimento de los intereses geoestratégicos de Estados Unidos. La situación tuvo su punto más dramático en la "Crisis de los misiles de Cuba" que llevó a la humanidad a estar más cerca que nunca de una tercera guerra mundial, pero que pudo evitarse gracias a la voluntad de Nikita Jrushchov y John F. Kennedy. Como consecuencia, estalló el conflicto armado en Colombia en 1964, hubo más series de violentos regímenes dictatoriales en diversos países de América Latina: Brasil (1964), Argentina (1968 y 1976), Chile (1973), Uruguay (1973), Bolivia (1980), además del estallido del conflicto armado en el Perú en 1980.
El 4 de abril de 1968 otro magnicidio sacudió al continente: era asesinado el Dr. Martin Luther King, Jr. en Memphis, uno de los grandes activistas del Movimiento por los Derechos Civiles en Estados Unidos para los afroamericanos, laureado con el Premio Nobel de la Paz. Organizó y llevó a cabo marchas por el derecho al voto, la no discriminación, y otros derechos civiles básicos. La mayoría de estos derechos fueron promulgados en las leyes de los Estados Unidos con la aprobación del Acta de los Derechos Civiles y el Acta de los derechos de votación. Es tal vez más famoso por su discurso "I Have a Dream (Yo tengo un sueño)" dado en frente del Monumento a Lincoln durante la Marcha en Washington por el trabajo y la libertad en 1963. King es recordado como uno de los mayores líderes y héroes de la historia de Estados Unidos, y en la moderna historia de la no violencia.

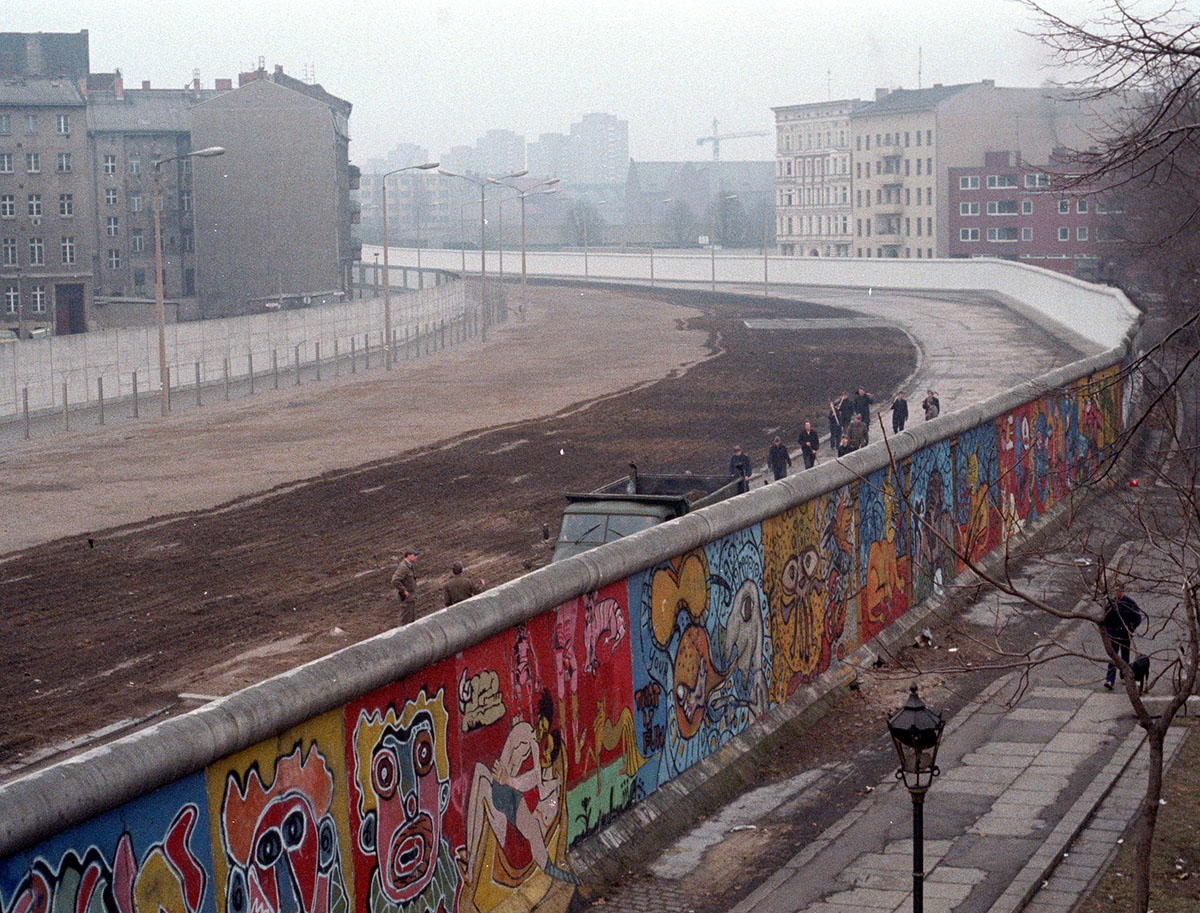
Berlinermauer This image of the Berlin Wall was taken in 1986 by Thierry Noir at Bethaniendamm in Berlin-Kreuzberg.

### Fin del siglo
Después del fin de la guerra fría con la caída del Muro de Berlín, el continente vio el avance del Neoliberalismo, un conjunto de propuestas político-económicas con énfasis en la libre circulación de capitales, la privatización de empresas públicas y el desmantelamiento del Estado Benefactor. Los padres de dichos procesos fueron el Banco Mundial, la Organización Mundial del Comercio y el Fondo Monetario Internacional (FMI). Dichas políticas que obedecen a una más compleja red del mercado internacional, si bien puso fin a gobiernos de facto como las dictaduras latinoamericanas, generó por ejemplo la crisis financiera argentina a partir de 1998 que crearía una alarma económica continental
Otra característica del fin de siglo, especialmente en la década de los 80, sería el fortalecimiento financiero de las mafias de la droga que tuvieron como epicentro Colombia, México y Estados Unidos, especialmente. La mafia, ligada a la droga, adquirió un enorme poder económico que llegó incluso a ser un verdadero poder paralelo al Estado. Uno de los nombres claves de la época, que llegó a proporciones de mito, fue el de Pablo Escobar, que, aparte de su enriquecimiento ilícito, y de acuerdo de la edición de 1985 de la Revista Forbes, llegó a ser el quinto hombre más rico del mundo, con la capacidad de poner en jaque la política colombiana y crear un conflicto internacional que involucró a otros países americanos en la llamada "guerra contra el narcotráfico".

## Un nuevo milenio
El 2001 marcó el inicio de un nuevo milenio y un nuevo siglo. Si el siglo XX no fue el siglo de la paz y la prosperidad continental, la manera en la que irrumpió la nueva data cronológica no auguró mejores tiempos. El 11 de septiembre de 2001 tendrían lugar los ataques suicidas que implicaron el secuestro de cuatro aviones de pasajeros, que fueron empleados como bombas aéreas dejando alrededor de 3000 muertes. Las Torres Gemelas del Centro Mundial de Comercio (WTC por sus siglas en inglés), fueron destruidas y el Pentágono resultó dañado. La historia se precipitaría para el mundo entero: el presidente George W. Bush iniciaría las invasiones de Afganistán e Irak y Oriente y Occidente se verían enfrentados en un conflicto que despertó viejas disputas, abrió la perspectiva a nuevas ambiciones y creó nuevas situaciones históricas.

## Regionalización
Las siguientes son los grandes bloques económicos en el continente, aunque existen numerosos tratados bilaterales:
- La Comunidad Andina conformada por Perú, Bolivia, Ecuador y Colombia.
- Mercosur: Argentina, Brasil, Paraguay, Uruguay y Venezuela.
- Unasur: todos los países sudamericanos.
- Asociación de Estados del Caribe: países con salida al mar Caribe e insulares de la zona.
- Tratado de Libre Comercio de América del Norte (NAFTA) entre Canadá, Estados Unidos y México.
- El Sistema de la Integración Centroamericana (SICA), conformado por Belice, El Salvador, Honduras, Nicaragua, Guatemala, Costa Rica y Panamá.
- Caricom (Comunidad Caribeña), conformado por Antigua y Barbuda, Bahamas, Barbados, Belice, Dominica, Granada, Guyana, Haití, Jamaica, Montserrat, Santa Lucía, San Cristóbal y Nieves, San Vicente y las Granadinas, Surinam y Trinidad y Tobago.
- La Alianza del Pacífico conformada por México, Perú, Chile y Colombia.